# Колесников, Митрофан Степанович

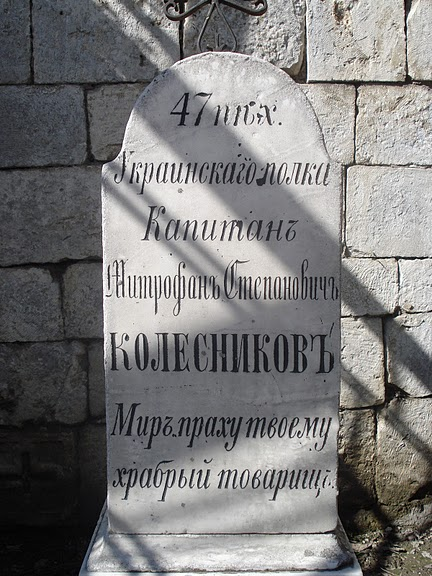
Могила штабс-капитана Колесникова во дворе церкви Святого Вознесения Господне, в Шумене

Митрофан Степанович Колесников — штабс-капитан, командир роты 47-го Украинского пехотного полка в Русско-турецкой войне 1877—1878 годов. 14 (26) ноября 1877 Митрофан Степанович был ранен в обе ноги в бою за Трыстеник. Позже он погиб на территории Болгарии и был похоронен во дворе церкви Святого Вознесения Господне, в Шумене.